# Ришабха
Ришабха, или Ршабха (санскр. ऋषभ, IAST: ṛṣabha = «бык»), — легендарный основатель джайнизма, первый джина, достигший просветления («тиртханкара») в нынешней эпохе. В вайшнавизме почитается как восьмая аватара Вишну из двадцати двух, перечисленных в «Бхагавата-пуране». Ришабха также упомянут в следующих пуранах — «Маркандея», «Ваю», «Брахманда», «Сканда» и «Вишну».
«Бхагавата-пурана» связывает Ришабху с распространением джайнизма в западной части Ост-Индии. Действительно, первый святой джайнов носит имя Ришабха. По верованиям джайнов, Ришабха имел 900 метров в высоту и жил восемь миллионов лет.
Ришабханатха (также Шабхадева, Ришабхадева или Шабха) — это первый тиртханкара (создатель бродов) в джайнизме. Он был первым из двадцати четырёх учителей в нынешнем полупериоде времени в джайнской космологии и назвал его «создателем бродов», потому что его учения помогли человеку преодолеть море бесконечных перерождений и смертей (сансара). Джайнские легенды изображают его жившим миллионы лет назад. Он также известен как Адинатха, что переводится как «Первый (Ади) Господь (натха)», а также Адишвара (первый ишвара), Югадидева (дэва юги), Пратамараджа (первый царь) и Набхея (сын Набхи). Наряду с Махавирой, Паршванатхой и Неминатхой, Ришабханатха является одной из четырёх тиртханкар, которые привлекают самое преданное поклонение среди джайнов.
Согласно джайнским традиционным источникам, он родился у короля Набхи и королевы Марудеви в северном индийском городе Айодхья, также называемом Винита. У него было две жены, Сунанда и Сумангала. Сумангала описывается как мать его девяноста девяти сыновей (включая Бхарату) и одной дочери, Брахми. Сунанда изображена как мать Бахубали и Сундари. Внезапная смерть Ниланджаны, одной из танцовщиц Индры, напомнила ему о преходящей природе мира, и у него появилось желание отказаться.
После его отречения джайнские легенды утверждают, что Ришабханатха целый год бродил без еды. День, когда он получил свою первую ахару (еду), отмечается джайнами как Акшая Трития. Он достиг мокши на горе Астхапада (Кайлаш). Текст Ади Пураны Джинасены — это рассказ о событиях его жизни. Его иконография включает в себя колоссальные статуи, такие как Статуя Ахимсы, Бавангаджа и те, которые установлены на холме Гопачал. Среди его икон — одноимённый бык в качестве эмблемы, дерево нягродха, якша Гомуха (с лицом быка) и якши Чакрешвари.

## Жизнеописание
В соответствии с традиционными представлениями, родился в городе Айодхья (ныне северная Индия) в семье царя Набхи и царицы Марудеви. Согласно «Бхагавата-пуране» царь Набхи совершил множество суровых аскез и покаяний, чтобы Вишну подарил им сына, похожего на него. Последний выполнил их просьбу, родившись как Ришабха, сын царя Набхи и Марудеви.
Ришабха царствовал мудро и справедливо. Внезапная смерть Ниланджаны, танцовщицы Индры, напомнила Ришабхе о бренности мира, после чего он решил принять отреченный уклад. Ришабха уступил власть старшему сыну и удалился в уединение, предаваясь благочестивым упражнениям и самоистязаниям. Так описывают его деяния «Вишну» и «Бхагавата» пураны. Достиг мокши в районе горы Аштапада.